# Almacave
A Freguesia de Almacave foi uma freguesia portuguesa da cidade e do Município de Lamego, a qual tinha 10,33 km² de área e 8 750 habitantes (2011), e, por isso, uma densidade populacional de 847 hab/km².
A Freguesia de Almacave foi extinta em 2013, no âmbito de uma reforma administrativa nacional, para, em conjunto com a Freguesia da Sé, formar uma nova freguesia denominada Lamego (Almacave e Sé) com a sede em Lamego.

## População
| População da freguesia de Lamego (Almacave) | População da freguesia de Lamego (Almacave) | População da freguesia de Lamego (Almacave) | População da freguesia de Lamego (Almacave) | População da freguesia de Lamego (Almacave) | População da freguesia de Lamego (Almacave) | População da freguesia de Lamego (Almacave) | População da freguesia de Lamego (Almacave) | População da freguesia de Lamego (Almacave) | População da freguesia de Lamego (Almacave) | População da freguesia de Lamego (Almacave) | População da freguesia de Lamego (Almacave) | População da freguesia de Lamego (Almacave) | População da freguesia de Lamego (Almacave) | População da freguesia de Lamego (Almacave) |
| ------------------------------------------- | ------------------------------------------- | ------------------------------------------- | ------------------------------------------- | ------------------------------------------- | ------------------------------------------- | ------------------------------------------- | ------------------------------------------- | ------------------------------------------- | ------------------------------------------- | ------------------------------------------- | ------------------------------------------- | ------------------------------------------- | ------------------------------------------- | ------------------------------------------- |
| 1864                                        | 1878                                        | 1890                                        | 1900                                        | 1911                                        | 1920                                        | 1930                                        | 1940                                        | 1950                                        | 1960                                        | 1970                                        | 1981                                        | 1991                                        | 2001                                        | 2011                                        |
| 3 673                                       | 3 418                                       | 4 025                                       | 4 079                                       | 4 442                                       | 4 014                                       | 4 549                                       | 5 012                                       | 5 312                                       | 5 047                                       | 4 826                                       | 6 810                                       | 6 927                                       | 7 739                                       | 8 750                                       |

| Distribuição da População por Grupos Etários | Distribuição da População por Grupos Etários | Distribuição da População por Grupos Etários | Distribuição da População por Grupos Etários | Distribuição da População por Grupos Etários | Distribuição da População por Grupos Etários | Distribuição da População por Grupos Etários | Distribuição da População por Grupos Etários | Distribuição da População por Grupos Etários | Distribuição da População por Grupos Etários |
| -------------------------------------------- | -------------------------------------------- | -------------------------------------------- | -------------------------------------------- | -------------------------------------------- | -------------------------------------------- | -------------------------------------------- | -------------------------------------------- | -------------------------------------------- | -------------------------------------------- |
| Ano                                          | 0-14 Anos                                    | 15-24 Anos                                   | 25-64 Anos                                   | > 65 Anos                                    |                                              | 0-14 Anos                                    | 15-24 Anos                                   | 25-64 Anos                                   | > 65 Anos                                    |
| 2001                                         | 1 339                                        | 1 230                                        | 4 128                                        | 1 042                                        |                                              | 17,3%                                        | 15,9%                                        | 53,3%                                        | 13,5%                                        |
| 2011                                         | 1 314                                        | 1 027                                        | 4 981                                        | 1 428                                        |                                              | 15,0%                                        | 11,7%                                        | 56,9%                                        | 16,3%                                        |

Média do País no censo de 2001:  0/14 Anos-16,0%; 15/24 Anos-14,3%; 25/64 Anos-53,4%; 65 e mais Anos-16,4%
Média do País no censo de 2011:   0/14 Anos-14,9%; 15/24 Anos-10,9%; 25/64 Anos-55,2%; 65 e mais Anos-19,0%

## Património
- Igreja de Santa Maria de Almacave[5]
- Castelo de Lamego e cisterna[6]
- Capela de Nossa Senhora da Esperança / acesso:Rua do Cerdoural e/ou no cimo da Rua da Seara
- Cruzeiro do Bom Jesus dos Terramotos e Perseguidos[7]
- Igreja do Mosteiro das Chagas de Lamego / Igreja da Misericórdia de Lamego[8]